# Bier (Apiformes)
 For alternative betydninger, se Bier. (Se også artikler, som begynder med Bier)
 "Bi" omdirigeres hertil. For andre betydninger af Bi, se Bi (flertydig).
Bier (Apiformes, også kaldet Anthophila) er en gruppe af årevingede insekter, der lever af blomsterstøv (pollen) og nektar. De har stor betydning som bestøvere. Sammen med gravehvepsene udgør bierne overfamilien Apoidea. Der er beskrevet omkring 20.000 biarter. Der er 292 forskellige arter af bier i Danmark. Heraf er 29 arter af humlebier, hvoraf 21 er redebyggende og lever i kolonier med en dronning og arbejderbier, ligesom honningbien. Andre humlebier snylter på de redebyggende arter.  Det ældste fossil af en bi med pollen menes at være 100 millioner år.
Bier opdeles i 7 familier (Andrenidae (67), Apidae (83), Colletidae (28), Halictidae (61), Megachilidae (49), Melittidae (8), Stenotritidae (0) ) hvor af de første 6 af familierne, har medlemmer der lever i danmark. Den sidste gruppe lever udelukkende i Australien. Antallet af arter i Danmark er angivet i parentes efter familiens navn.
Bestanden af bier i verden er faldet drastisk på kort tid. Colony Collapse Disorder, CCD eller pludselig bidød, er en uforklarlig sygdom, der rammer bikolonier, hvor bierne forsvinder fra deres bistader. Sygdommen startede i USA, hvor bestanden af honningbier blev halveret fra 1971 til 2007, og siden har sygdommen bredt sig over store dele af verden. De stærkt virkende neurotoxinske insekticider, neonikotinoiderne og fipronil, er under mistanke som årsag til massedød blandt bier.

## Levevis
Hannerne lever som regel ganske kort og bidrager væsentligst til forplantningen. Hunnerne tager sig sædvanligvis af afkommet og bygger boet. Mange bier spiller en vigtig rolle i planters bestøvning og dermed for fødevareproduktionen. De fleste arter opsøger mange slags planter, mens nogle arter er specialiseret på én eller flere bestemte planter, eller interesserer sig for blomster med bestemte farver.
Bierne omfatter flere arter, som er eusociale og danner kolonier, der består af arbejdere, dronninger og droner. Til disse hører brodløse bier, honningbier og flere humlebier.
De fleste arter er imidlertid enlige (solitære), og hos dem er det ofte hunnene, der bygger nogle mindre yngleceller i hulrum i trær og derefter i større eller mindre udstrækning sørger for larvene.

## Inddeling
I ældre klassifikation var alle bier samlet i én familie Apidae. Det almindelige i dag er at fordele dem på syv familier. Alle familier undtagen Stenotritidae findes i Danmark.
- Ordenen årevingede, Hymenoptera
  - Gruppen stilkhvepse, Apocrita
    - Gruppen brodhvepse, Aculeata
      - Overfamilien Apoidea
        - Serie Apiformes (synonym Anthophila)
          - Familien Stenotritidae
          - Familien Colletidae (korttungebier; fx silkebier og maskebier)
          - Familien Andrenidae (gravebier; fx jordbier)
          - Familien Halictidae (vejbier)
          - Familien Melittidae (sommerbier)
          - Familien Megachilidae (bugsamlerbier)
          - Familien Apidae (langtungebier; fx humlebier, honningbier, hvepsebier og andre)

### Slægtskabsforhold
Nedenstående kladogram over bifamilierne i Apiformes er baseret på Hedtke et al. (2013), der placerer de tidligere familier Dasypodaidae og Meganomiidae som underfamilier i familien Melittidae (sommerbier).
|  | Apidae (inkl. humlebier, honningbier, hvepsebier m.fl.) ≈87 mio år |
|  |                                                                    |
|  | Megachilidae (bugsamlerbier) ≈50 mio år                            |
|  |                                                                    |

|  | Halictidae (vejbier) ≈50 mio år |
|  | |
|  | \| \| Colletidae (korttungebier) ≈25 mio år \| \| \| \| \| \| Stenotritidae (en familie af store bier i Australien) ≈2 mio år \| \| \| \| |
|  | |
|  | Colletidae (korttungebier) ≈25 mio år |
|  | |
|  | Stenotritidae (en familie af store bier i Australien) ≈2 mio år                                                                           |
|  | |

|  | Colletidae (korttungebier) ≈25 mio år                           |
|  |                                                                 |
|  | Stenotritidae (en familie af store bier i Australien) ≈2 mio år |
|  |                                                                 |

|  | Halictidae (vejbier) ≈50 mio år |
|  | |
|  | \| \| Colletidae (korttungebier) ≈25 mio år \| \| \| \| \| \| Stenotritidae (en familie af store bier i Australien) ≈2 mio år \| \| \| \| |
|  | |
|  | Colletidae (korttungebier) ≈25 mio år |
|  | |
|  | Stenotritidae (en familie af store bier i Australien) ≈2 mio år                                                                           |
|  | |

|  | Colletidae (korttungebier) ≈25 mio år                           |
|  |                                                                 |
|  | Stenotritidae (en familie af store bier i Australien) ≈2 mio år |
|  |                                                                 |

|  | Apidae (inkl. humlebier, honningbier, hvepsebier m.fl.) ≈87 mio år |
|  |                                                                    |
|  | Megachilidae (bugsamlerbier) ≈50 mio år                            |
|  |                                                                    |

|  | Halictidae (vejbier) ≈50 mio år |
|  | |
|  | \| \| Colletidae (korttungebier) ≈25 mio år \| \| \| \| \| \| Stenotritidae (en familie af store bier i Australien) ≈2 mio år \| \| \| \| |
|  | |
|  | Colletidae (korttungebier) ≈25 mio år |
|  | |
|  | Stenotritidae (en familie af store bier i Australien) ≈2 mio år                                                                           |
|  | |

|  | Colletidae (korttungebier) ≈25 mio år                           |
|  |                                                                 |
|  | Stenotritidae (en familie af store bier i Australien) ≈2 mio år |
|  |                                                                 |

|  | Halictidae (vejbier) ≈50 mio år |
|  | |
|  | \| \| Colletidae (korttungebier) ≈25 mio år \| \| \| \| \| \| Stenotritidae (en familie af store bier i Australien) ≈2 mio år \| \| \| \| |
|  | |
|  | Colletidae (korttungebier) ≈25 mio år |
|  | |
|  | Stenotritidae (en familie af store bier i Australien) ≈2 mio år                                                                           |
|  | |

|  | Colletidae (korttungebier) ≈25 mio år                           |
|  |                                                                 |
|  | Stenotritidae (en familie af store bier i Australien) ≈2 mio år |
|  |                                                                 |

|  | Apidae (inkl. humlebier, honningbier, hvepsebier m.fl.) ≈87 mio år |
|  |                                                                    |
|  | Megachilidae (bugsamlerbier) ≈50 mio år                            |
|  |                                                                    |

|  | Halictidae (vejbier) ≈50 mio år |
|  | |
|  | \| \| Colletidae (korttungebier) ≈25 mio år \| \| \| \| \| \| Stenotritidae (en familie af store bier i Australien) ≈2 mio år \| \| \| \| |
|  | |
|  | Colletidae (korttungebier) ≈25 mio år |
|  | |
|  | Stenotritidae (en familie af store bier i Australien) ≈2 mio år                                                                           |
|  | |

|  | Colletidae (korttungebier) ≈25 mio år                           |
|  |                                                                 |
|  | Stenotritidae (en familie af store bier i Australien) ≈2 mio år |
|  |                                                                 |

|  | Halictidae (vejbier) ≈50 mio år |
|  | |
|  | \| \| Colletidae (korttungebier) ≈25 mio år \| \| \| \| \| \| Stenotritidae (en familie af store bier i Australien) ≈2 mio år \| \| \| \| |
|  | |
|  | Colletidae (korttungebier) ≈25 mio år |
|  | |
|  | Stenotritidae (en familie af store bier i Australien) ≈2 mio år                                                                           |
|  | |

|  | Colletidae (korttungebier) ≈25 mio år                           |
|  |                                                                 |
|  | Stenotritidae (en familie af store bier i Australien) ≈2 mio år |
|  |                                                                 |

|  | Apidae (inkl. humlebier, honningbier, hvepsebier m.fl.) ≈87 mio år |
|  |                                                                    |
|  | Megachilidae (bugsamlerbier) ≈50 mio år                            |
|  |                                                                    |

|  | Halictidae (vejbier) ≈50 mio år |
|  | |
|  | \| \| Colletidae (korttungebier) ≈25 mio år \| \| \| \| \| \| Stenotritidae (en familie af store bier i Australien) ≈2 mio år \| \| \| \| |
|  | |
|  | Colletidae (korttungebier) ≈25 mio år |
|  | |
|  | Stenotritidae (en familie af store bier i Australien) ≈2 mio år                                                                           |
|  | |

|  | Colletidae (korttungebier) ≈25 mio år                           |
|  |                                                                 |
|  | Stenotritidae (en familie af store bier i Australien) ≈2 mio år |
|  |                                                                 |

|  | Halictidae (vejbier) ≈50 mio år |
|  | |
|  | \| \| Colletidae (korttungebier) ≈25 mio år \| \| \| \| \| \| Stenotritidae (en familie af store bier i Australien) ≈2 mio år \| \| \| \| |
|  | |
|  | Colletidae (korttungebier) ≈25 mio år |
|  | |
|  | Stenotritidae (en familie af store bier i Australien) ≈2 mio år                                                                           |
|  | |

|  | Colletidae (korttungebier) ≈25 mio år                           |
|  |                                                                 |
|  | Stenotritidae (en familie af store bier i Australien) ≈2 mio år |
|  |                                                                 |

|  | Apidae (inkl. humlebier, honningbier, hvepsebier m.fl.) ≈87 mio år |
|  |                                                                    |
|  | Megachilidae (bugsamlerbier) ≈50 mio år                            |
|  |                                                                    |

|  | Halictidae (vejbier) ≈50 mio år |
|  | |
|  | \| \| Colletidae (korttungebier) ≈25 mio år \| \| \| \| \| \| Stenotritidae (en familie af store bier i Australien) ≈2 mio år \| \| \| \| |
|  | |
|  | Colletidae (korttungebier) ≈25 mio år |
|  | |
|  | Stenotritidae (en familie af store bier i Australien) ≈2 mio år                                                                           |
|  | |

|  | Colletidae (korttungebier) ≈25 mio år                           |
|  |                                                                 |
|  | Stenotritidae (en familie af store bier i Australien) ≈2 mio år |
|  |                                                                 |

|  | Halictidae (vejbier) ≈50 mio år |
|  | |
|  | \| \| Colletidae (korttungebier) ≈25 mio år \| \| \| \| \| \| Stenotritidae (en familie af store bier i Australien) ≈2 mio år \| \| \| \| |
|  | |
|  | Colletidae (korttungebier) ≈25 mio år |
|  | |
|  | Stenotritidae (en familie af store bier i Australien) ≈2 mio år                                                                           |
|  | |

|  | Colletidae (korttungebier) ≈25 mio år                           |
|  |                                                                 |
|  | Stenotritidae (en familie af store bier i Australien) ≈2 mio år |
|  |                                                                 |

|  | Apidae (inkl. humlebier, honningbier, hvepsebier m.fl.) ≈87 mio år |
|  |                                                                    |
|  | Megachilidae (bugsamlerbier) ≈50 mio år                            |
|  |                                                                    |

|  | Halictidae (vejbier) ≈50 mio år |
|  | |
|  | \| \| Colletidae (korttungebier) ≈25 mio år \| \| \| \| \| \| Stenotritidae (en familie af store bier i Australien) ≈2 mio år \| \| \| \| |
|  | |
|  | Colletidae (korttungebier) ≈25 mio år |
|  | |
|  | Stenotritidae (en familie af store bier i Australien) ≈2 mio år                                                                           |
|  | |

|  | Colletidae (korttungebier) ≈25 mio år                           |
|  |                                                                 |
|  | Stenotritidae (en familie af store bier i Australien) ≈2 mio år |
|  |                                                                 |

|  | Halictidae (vejbier) ≈50 mio år |
|  | |
|  | \| \| Colletidae (korttungebier) ≈25 mio år \| \| \| \| \| \| Stenotritidae (en familie af store bier i Australien) ≈2 mio år \| \| \| \| |
|  | |
|  | Colletidae (korttungebier) ≈25 mio år |
|  | |
|  | Stenotritidae (en familie af store bier i Australien) ≈2 mio år                                                                           |
|  | |

|  | Colletidae (korttungebier) ≈25 mio år                           |
|  |                                                                 |
|  | Stenotritidae (en familie af store bier i Australien) ≈2 mio år |
|  |                                                                 |

|  | Apidae (inkl. humlebier, honningbier, hvepsebier m.fl.) ≈87 mio år |
|  |                                                                    |
|  | Megachilidae (bugsamlerbier) ≈50 mio år                            |
|  |                                                                    |

|  | Halictidae (vejbier) ≈50 mio år |
|  | |
|  | \| \| Colletidae (korttungebier) ≈25 mio år \| \| \| \| \| \| Stenotritidae (en familie af store bier i Australien) ≈2 mio år \| \| \| \| |
|  | |
|  | Colletidae (korttungebier) ≈25 mio år |
|  | |
|  | Stenotritidae (en familie af store bier i Australien) ≈2 mio år                                                                           |
|  | |

|  | Colletidae (korttungebier) ≈25 mio år                           |
|  |                                                                 |
|  | Stenotritidae (en familie af store bier i Australien) ≈2 mio år |
|  |                                                                 |

|  | Halictidae (vejbier) ≈50 mio år |
|  | |
|  | \| \| Colletidae (korttungebier) ≈25 mio år \| \| \| \| \| \| Stenotritidae (en familie af store bier i Australien) ≈2 mio år \| \| \| \| |
|  | |
|  | Colletidae (korttungebier) ≈25 mio år |
|  | |
|  | Stenotritidae (en familie af store bier i Australien) ≈2 mio år                                                                           |
|  | |

|  | Colletidae (korttungebier) ≈25 mio år                           |
|  |                                                                 |
|  | Stenotritidae (en familie af store bier i Australien) ≈2 mio år |
|  |                                                                 |

|  | Apidae (inkl. humlebier, honningbier, hvepsebier m.fl.) ≈87 mio år |
|  |                                                                    |
|  | Megachilidae (bugsamlerbier) ≈50 mio år                            |
|  |                                                                    |

|  | Halictidae (vejbier) ≈50 mio år |
|  | |
|  | \| \| Colletidae (korttungebier) ≈25 mio år \| \| \| \| \| \| Stenotritidae (en familie af store bier i Australien) ≈2 mio år \| \| \| \| |
|  | |
|  | Colletidae (korttungebier) ≈25 mio år |
|  | |
|  | Stenotritidae (en familie af store bier i Australien) ≈2 mio år                                                                           |
|  | |

|  | Colletidae (korttungebier) ≈25 mio år                           |
|  |                                                                 |
|  | Stenotritidae (en familie af store bier i Australien) ≈2 mio år |
|  |                                                                 |

|  | Halictidae (vejbier) ≈50 mio år |
|  | |
|  | \| \| Colletidae (korttungebier) ≈25 mio år \| \| \| \| \| \| Stenotritidae (en familie af store bier i Australien) ≈2 mio år \| \| \| \| |
|  | |
|  | Colletidae (korttungebier) ≈25 mio år |
|  | |
|  | Stenotritidae (en familie af store bier i Australien) ≈2 mio år                                                                           |
|  | |

|  | Colletidae (korttungebier) ≈25 mio år                           |
|  |                                                                 |
|  | Stenotritidae (en familie af store bier i Australien) ≈2 mio år |
|  |                                                                 |

## Bier på den danske rødliste
Der er 292 arter af bier i Danmark. Af dem er 244 arter på den danske rødliste 2019. Af dem fandt man i henhold til betegnelserne på IUCN's rødliste:
- 19 (8 %) regionalt uddøde arter (RE), der er forsvundet fra den danske natur.
- 18 arter (7 %) Kritisk truet (CR), der har således ekstremt høj risiko for at uddø i den danske natur.
- 17 arter (7 %) er truede (EN) og har dermed meget stor risiko for at uddø i den vilde natur.
- 21 arter (9 %) er sårbare (VU) og har stor risiko for at uddø i den vilde natur.
- 26 arter (11 %) næsten truede (NT), hvilket betyder, at de er tæt på at høre til i en af de truede kategorier.

De rødlistede arter er primært  truet af, at deres levesteder forringes eller forsvinder.

| Regionalt uddøde arter af bier i Danmark (RE) |
| --- |
| Rundbælgjordbi Andrena gelriae \| Frynset småjordbi Andrena niveata \| Rød jordbi Andrena schencki \| Humlevægbi Anthophora plagiata \| Steppehumle Bombus cullumanus \| Frugthumle Bombus pomorum \| Klokkesnyltehumle Bombus quadricolor \| Felthumle Bombus ruderatus \| Kurvglansbi Dufourea minuta \| Knopurtvejbi Halictus compressus \| Stråmaskebi Hylaeus pfankuchi \| Bredskaftet maskebi Hylaeus rinki \| Sydlig maskebi Hylaeus sinuatus \| Plettet smalbi Lasioglossum sexnotatum \| Pragtsørgebi Melecta luctuosa \| Sølvhvepsebi Nomada argentata \| Skovhvepsebi Nomada opaca \| Vikkehvepsebi Nomada villosa \| Skægbi Rophites quinquespinosus |

| Kritisk truede arter af bier i Danmark (CR) |
| --- |
| Punkteret småjordbi Andrena alfkenella \| Pragtvægbi Anthophora aestivalis \| Perlebi Biastes truncatus \| Kløverhumle Bombus distinguendus \| Kystsilkebi Colletes floralis \| Guldbuksebi Dasypoda suripes \| Overdrevvejbi Halictus leucaheneus \| Bredhovedet vejbi Halictus maculatus \| Vægmaskebi Hylaeus pictipes \| Guldsmalbi Lasioglossum aeratum \| Dråbehvepsebi Nomada guttulata \| Rød hvepsebi Nomada integra \| Lille pilehvepsebi Nomada obscura \| Fladkilet hvepsebi Nomada obtusifrons \| Gulbenet hvepsebi Nomada succincta \| Knopurtmurerbi Osmia niveata \| Skovmurerbi Osmia pilicornis \| Rustblodbi Sphecodes ferruginatus \| |

| Truede arter af bier i Danmark (EN) |
| --- |
| Sølvjordbi Andrena argentata \| Løvskovjordbi Andrena coitana \| Orange jordbi Andrena marginata \| Feltjordbi Andrena morawitzi \| Kystjordbi Andrena thoracica \| Sort vægbi Anthophora retusa \| Havesnyltehumle Bombus barbutellus \| Skovhumle Bombus sylvarum \| Enghumle Bombus veteranus \| Stor keglebi Coelioxys conoidea \| Overdrevglansbi Dufourea dentiventris \| Blåmunkeglansbi Dufourea halictula \| Klokkeglansbi Dufourea inermis \| Zonesmalbi Lasioglossum zonulum \| Lille sandhvepsebi Nomada baccata \| Mørk hvepsebi Nomada fuscicornis \| Tormentilhvepsebi Nomada roberjeotiana |

| Sårbare arter af bier i Danmark (VU) |
| --- |
| Hvidkløverjordbi Andrena albofasciata \| Overdrevjordbi Andrena chrysopyga \| Kurvjordbi Andrena fulvago \| Vikkejordbi Andrena lathyri \| Gyveljordbi Andrena ovatula \| Stor vejbi Halictus quadricinctus \| Murergnavebi Hoplitis anthocopoides \| Tornbi Hoplosmia spinulosa \| Overdrevsmalbi Lasioglossum brevicorne \| Brunlig smalbi Lasioglossum fulvicorne \| Smaragdsmalbi Lasioglossum nitidulum \| Rustsmalbi Lasioglossum xanthopus \| Kystbladskærerbi Megachile maritima \| Rødtopbi Melitta tricincta \| Nomada moeschleri Løvskovhvepsebi \| Frynset hvepsebi Nomada stigma \| Overdrevmurerbi Osmia uncinata \| Sort blodbi Sphecodes niger \| Klintblodbi Sphecodes rubicundus \| Sort panserbi Stelis phaeoptera \| Båndet panserbi Stelis punctulatissima |